# Джордж Гордієнко
Джордж Гордієнко (нар. 7 січня 1928 — пом. 13 травня 2002) — канадський професійний борець і художник. Народився в першому поколінні українців і козаків-канадців у Північному Вінніпезі, Манітоба,  до 17 років Гордієнко отримав численні нагороди за свою фізичну майстерність. Він займався боротьбою з 1946 по 1976 рік і, на думку Лу Теса та інших експертів, був одним із найкращих законних борців у світі. У 1963 році він був визнаний найкращим борцем у важкій вазі Великобританії, а в 1970 році виграв щорічний турнір у Королівському Альберт-Холі в Лондоні. Після виходу на пенсію став успішним художником.

## Професійна кар'єра борця
Він займався професійною боротьбою з 1946 по 1976 рік. У підлітковому віці почав займатися важкою атлетикою. Джо Пазандак був його партнером з боротьби на початку його кар'єри, а Тоні Стечер з Міннеаполіса був його менеджером на самому початку. Він переважно боровся як партнер Стю Харта по команді після повернення до боротьби в 1953 році. У 1953 році в Канаді він бився з Лу Тезом за титул чемпіона світу NWA у важкій вазі від Національного альянсу рестлінгів (NWA), а в 1955 році в Едмонтоні знову з Тесом здобув нічию, яка тривала 90 хвилин.
Джордж Гордієнко виграв турнір Альберти «Золотий ювілей» у 1955 році, перемігши у фіналі Едрієна Байарджона. Потім він оселився у Великобританії. У 1963 році він був визнаний найкращим борцем у важкій вазі Великої Британії. У 1970 році Джордж виграв щорічний турнір Royal Albert Hall в Лондоні. Пізніше він тріумфував, вигравши титул чемпіона Британської Співдружності у важкій вазі. Він також виграв новозеландську версію Чемпіонату Британської Співдружності у важкій вазі в 1968 році . Більшість титулів Гордієнко виграв у Західній Канаді, оскільки він виграв кілька титулів NWA у Британській Колумбії та Альберті. Змагаючись у Калгарі в 1956 році, він виграв міський чемпіонат Канади у важкій вазі NWA. У 1974 році він брав участь у змаганнях у Британській Колумбії та виграв чемпіонат NWA Pacific Coast у важкій вазі за версією Ванкувера та командний чемпіонат Канади NWA. Він також брав участь у змаганнях за Stampede Wrestling, де виграв Міжнародний командний чемпіонат акції, а пізніше був включений до зали слави компанії.
Джордж Гордієнко займався боротьбою по всьому світу, включаючи Близький Схід, Австралію, Індію та Південну Африку. Він змагався під різними іменами, зокрема Фірпо Зизбско в Індії та Флеш Гордон у Британській Колумбії. Він пішов на пенсію в 1976 році у віці сорока восьми років після того, як Роланд Бок зламав йому щиколотку в Німеччині.

## Особисте життя
Народився у Вінніпезі, Манітоба в 1928 році, Гордієнко переїхав до Сполучених Штатів, щоб продовжити навчання та розпочати медичну кар’єру. Недовго був пов’язаний з комуністичною партією. Був заарештований за розповсюдження комуністичної літератури, через що був депортований і відправлений назад до Канади. Він вийшов на пенсію в Кемпбелл-Рівер, Британська Колумбія,
Перед виходом на пенсію Гордієнко став художником. Його улюбленим художником був Пабло Пікассо, і він познайомився з Пікассо в один момент.  З 1976 по 1990 рік він жив в Італії з гречанкою на ім'я Крістіна Тассу. Гордієнко помер від меланоми в 2002 році .

## Чемпіонати та досягнення
- Клуб «Алея цвітної капусти».
  - Посмертна премія (2009) [16]
- Джордж Трегос/Лу Тез Зал слави професійної боротьби
  - 2010 випуск [17]
- Спільні акції
  - Чемпіон Британської Співдружності у важкій вазі (1 раз) [5]
- Боротьба всіх зірок NWA
  - Командний чемпіонат Канади NWA <i id="mwfA">(Ванкуверська версія)</i> (1 раз) – з Лео Мадріл [9]
  - Чемпіон NWA Pacific Coast у важкій вазі <i id="mwgw">(Ванкуверська версія)</i> (1 раз) [8]
- NWA Нова Зеландія
  - Чемпіонат Британської Співдружності у важкій вазі <i id="mwjg">(новозеландська версія)</i> (1 раз) [6]
- Зал слави професійної боротьби
  - Випуск 2012 року
- Панічна боротьба
  - Чемпіонат Канади у важкій вазі NWA <i id="mwoA">(версія Калгарі)</i> (1 раз) [7]
  - Міжнародний командний чемпіонат NWA <i id="mwpg">(версія Калгарі)</i> (1 раз) – з Super Hawk [10]
  - Stampede Wrestling Hall of Fame (клас 1995) [11][18]

## Зовнішні посилання
- Профіль в Online World of Wrestling
- HouseofDeception.com – автобіографія, фотографії, репрезентативні твори мистецтва.
- Більше інформації
- Вчорашній блог News: інтерв’ю 2007 року з його сином Пітером
- Стаття з SLAM! спорт
- Стаття з Winchester Gallery
- Образи сюрреалістичної творчості Гордієнка
- Сторінка слави канадського професійного реслінгу: Джордж Гордієнко